# Diffusionstheorie
Unter dem Begriff Diffusionstheorie werden in Fachgebieten wie der Soziologie, der Kommunikationswissenschaft oder der Betriebswirtschaft die theoretischen Konzepte der Diffusion und der Adoption zusammengefasst. Die Diffusionstheorie beschäftigt sich mit den Prozessen, die durch die Einführung und Verbreitung von Innovationen in einem sozialen System, wie dem des Marktes, ausgelöst werden. Als Innovation gelten dabei alle Ideen, Prozesse und Objekte, die für eine soziale Gruppe subjektiv als neu wahrgenommen werden. Dies kann z. B. auch Nachrichten umfassen.

## Diffusionsmodelle

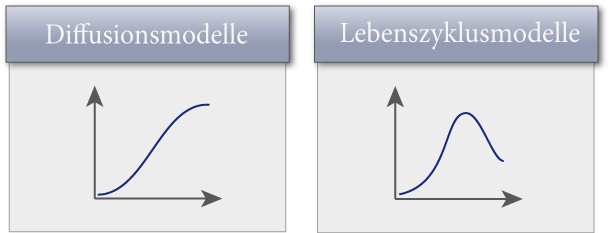
Typischer Funktionsverlauf der Wachstums- und Sättigungsmodelle

Diffusions- und Lebenszyklusmodelle versuchen Wachstums- und Sättigungsprozesse zu beschreiben und gehen davon aus, dass die zu analysierenden Zeitreihen sich längerfristig einer Sättigungsgrenze nähern. Diffusionsmodelle unterscheiden sich dabei von Lebenszyklusmodellen darin, dass sie keine Degeneration abbilden. Einen typischen Vertreter dieser Modellvariante stellt das Bass-Diffusionsmodell dar. Speziell in der Paläosoziologie nennt man die bevorzugte Verwendung der Diffusionstheorie zur Erklärung der Verbreitung von Innovationen in mehreren bzw. durch mehrere Kulturen Diffusionismus, auch die vergleichenden Politikwissenschaften kennen eine spezielle politische Diffusionstheorie.

## Forschungsgeschichte
Zu den Begründern der Diffusionsforschung gehörten der französische Soziologe Gabriel Tarde mit seinem Werk Les lois de l’imitation („Die Gesetze der Nachahmung“, 1890, frz. Neuausgabe Paris 1993). Ähnlich wie bei Schumpeter wird für Tarde eine Erfindung ein Ausgangspunkt für Nachahmungsprozesse. Zum Zeitpunkt der Erfindung kann man deren Bedeutung noch nicht abschätzen. Erst durch die nachahmende Ausbreitung entstehen immer neue Anwendungsmöglichkeiten.
Deutsche, österreichische und amerikanische Anthropologen, Ethnologen und Anthropogeographen wie Friedrich Ratzel, Leo Frobenius und Franz Boas verwendeten diffusionistische Erklärungsmodelle kultureller Entwicklung und wiesen damit evolutionistische Modelle zurück, wonach alle Kulturen analoge Entwicklungsstufen durchlaufen.
Seit den 1930er-Jahren wurde die Verbreitung neuer Agrartechnologien, z. B. neuer ertragreicher Saatgutsorten im Mittelwesten der USA zum Untersuchungsfeld für einige wichtige Pilotstudien der Diffusionsforschung. Eine solche Studie über die Verbreitung von Hybridmais-Saatgut in Iowa von Ryan & Gross führte dazu, dass sich das Diffusions-Paradigma in der Forschung durchsetzte und in der Folge auf den Gesundheitsbereich und immer weitere Bereiche übertragen wurde.

## Prozess der Adoption
Den Ausgangspunkt der Modellierung bildet die Adoptionstheorie, die auf der Individualebene die Faktoren beschreibt, die zu einer Übernahme (Adoption) oder Ablehnung (Rejektion) einer Innovation führen. Aus der Aggregation individueller Adoptionsprozesse lassen sich Diffusionskurven ableiten. Sie beschreiben den Anteil der Personen, die eine Innovation bereits angenommen haben. Die Diffusionsprozesse hängen in Dauer und Intensität von personen-, umwelt- und produktbezogenen, aber auch von räumlichen (vgl. Diffusionsforschung) Determinanten und verfügbaren Kommunikationskanälen ab, wie beispielsweise vom Bildungsgrad und Einkommen der Nachfrager, der Kompliziertheit und Erklärungsbedürftigkeit der neuen Produkte, den Constraints von Informationsflüssen und der räumlichen Vernetzung von Informationsträgern.
Die Adoptionstheorie des Diffusionsansatzes geht davon aus, dass der Innovations-Entscheidungsprozess vor allem durch den individuellen Anspruch des Technologienehmers (Adopter), die Eigenschaften der Innovation und die Rahmenbedingungen des Adoptionsprozesses bestimmt wird. Der Entscheidungsprozess wird dabei in verschiedene Phasen aufgeteilt und es werden unterschiedliche Typen von Adoptoren definiert (Innovators, Early Adopters, Early Majority etc.). Diese verschiedenen Adoptoren sind zur Erwägung einer Adoption erst in der ihnen jeweils eigenen Phase bereit: Zu Beginn der Diffusion ist praktisch nur von Innovatoren anzunehmen, dass sie eine Adoption erwägen; die nächste Gruppe der frühen Anwender erwägt eine Adoption gewöhnlich erst dann, wenn eine große Zahl von Innovatoren das Neue adoptiert hat. Auch die frühe Mehrheit wartet tendenziell ab, ob die frühen Anwender das Neue annehmen und damit zufrieden sind; erst dann erwägen sie eine eigene Adoption; dasselbe gilt für die folgenden Gruppen. Eine Unterstützung des Diffusionsprozesses hat daher vor allem bei derjenigen Gruppe Erfolg, die gerade aktuell ist; auch die Art der Darstellung des Neuen folgt sinnvollerweise den Bedürfnissen der aktuellen Gruppe (Innovatoren suchen neue Dinge; frühe und späte Mehrheiten suchen Erprobtes).
Die Adoptionsbereitschaft erklärt sich unter anderem durch sozioökonomische Faktoren (Bildung, Alter, Einkommen), persönlichkeitsbezogene Faktoren (Einstellung gegenüber Neuem, Neugierde) sowie Kommunikations-Verhaltensfaktoren (Art und Qualität von Interaktion und Kommunikation mit der sozialen Einheit). Auf die Entscheidung zur Übernahme folgt die Implementierung, Anwendung und Nutzung. Je nachdem wie die Erfahrungen mit der Nutzung ausfällt, wird die Entscheidung gegebenenfalls bestätigt oder aber revidiert. Als fördernd oder hemmend für die Adoptionsentscheidung nennt der Soziologe Everett M. Rogers (1931–2004) Faktoren wie relative advantage (subjektiv wahrgenommene Verbesserung gegenüber dem Status quo), compatibility (Kompatibilität einer Technologie mit Erfahrungen, Werten und Bedürfnissen), complexity (subjektive Komplexität von neuen Technologien), trialability (Erprobbarkeit, beispielsweise der Zugang zu Testanwendungen) und die Kommunizierbarkeit der Innovation, zum Beispiel durch Leuchtturmprojekte.

## Die Entscheidung zur Innovation nach Everett M. Rogers
Die Entscheidung, eine Innovation anzunehmen oder abzulehnen, ist nach der Theorie des Soziologen Everett M. Rogers (1931–2004) keine spontane Reaktion, sondern ein sozialer Prozess, der sich über einen bestimmten Zeitraum erstreckt und eine Reihe von Handlungen beinhaltet. Er unterscheidet die folgenden Stufen dieses Adoptionsprozesses:
- Knowledge, von einer Innovation erfahren
- Persuasion, von einer Innovation im positiven oder negativen Sinn überzeugt werden
- Decision, sich für oder gegen eine Innovation entscheiden
- Implementation, die Innovation implementieren
- Confirmation, die Innovationsentscheidung bestätigen und weiter nutzen oder rückgängig machen

In allen Stufen des Prozesses wird versucht, die bestehende Unsicherheit bezüglich der neuen Idee zu reduzieren. Dies geschieht z. B. mittels Informationsbeschaffung durch verschiedene Kommunikationskanäle oder dem Testen der Innovation. Die Phase der Implementierung – der Anwendung – wird nur erreicht, wenn eine Innovation adoptionsrelevante Eigenschaften aufweist, dazu zählen ein hoher relativer Vorteil, eine geringe Komplexität, eine hohe Kompatibilität, eine hohe Erprobbarkeit sowie eine hohe Beobachtbarkeit.
Die Knowledge-Phase
Zu Beginn des Adoptionsprozesses steht die Knowledge Phase, in der ein Individuum oder eine Organisation erst einmal von der Existenz einer Innovation erfährt. Hier stellt sich die Frage: Was kommt zuerst, der Bedarf oder das Bewusstsein einer Innovation? Bei einzelnen Innovationen ist zuerst das Problem da (z. B. eine Krankheit) und anschließend wird nach der Lösung (Heilmittel) gesucht. Bei anderen Innovationen ist zuerst die Lösung da (z. B. der Festplattenrekorder) und dann wird das Problem gesucht (herumliegende Videokassetten). Sowohl Innovationen können Bedürfnisse wecken, als auch umgekehrt. Rogers vertritt innerhalb der Diffusionsforschung die Position, dass Menschen keine passive Rolle in der Wissensphase einnehmen. Sie empfangen das Wissen vielmehr mit einer individuellen Neigung, die beeinflusst, ob und wie sie die Nachrichten über Innovationen wahrnehmen und welche Effekte diese in weiterer Folge haben. Rogers bezieht sich dabei auf Edward W. Hassinger, der feststellt, dass Personen selten eine Innovation wahrnehmen, wenn noch kein Bedarf nach Veränderung besteht. Sie nehmen eine Innovation erst wahr, wenn diese als relevant eingestuft wird und mit den eigenen Wertvorstellungen übereinstimmt.
Es gibt drei Arten von Wissen, die in dieser Phase eine Rolle spielen:
1. awareness-knowlege: Bewusstsein über die Existenz einer Innovation
2. How-to-knowledge: Grundlegendes Verständnis darüber, wie eine Innovation funktioniert und angewendet werden kann. Je komplexer die Innovation, desto mehr Wert legen die Leute auf diesen Punkt.
3. Principles-Knowledge: Verständnis über tieferliegende Prozesse der Innovation.

Personen, die früh von einer Innovation erfahren:
- sind besser ausgebildet
- haben einen höheren sozialen Status
- sind den Massenmedien mehr ausgesetzt
- haben mehr Kontakt zu verschiedenen Personen, unter anderem Mitgliedern ihrer Peergroup oder den Change-Agents
- sind weltoffener.

Persuasion-Phase
In dieser Phase entwickelt eine Person die Einstellung zur Innovation. Dabei kann sie eine positive, gleichgültige oder gar negative Haltung einnehmen. Es geht nicht mehr allein um rationale Argumente, vielmehr nehmen Gefühle einen hohen Stellenwert ein. Um die bestehende Unsicherheit weiter zu reduzieren, sucht die Person aktiv nach weiteren Informationsquellen und hinterfragt diese. Interpersonelle Kommunikation innerhalb der eigenen sozialen Gruppe spielt hierbei eine wichtige Rolle. Die Person entwickelt Vorstellungen darüber, wie die Innovation in ihrem subjektiven Kontext eingesetzt werden könnte. Im Vordergrund steht die Frage, welche Vor- und Nachteile sich daraus ergeben.
In dieser Phase sind Themen wie
- relative Vorteile
- Kompatibilität
- und Komplexität

besonders wichtig.
Eine positive Einstellung zur Innovation führt noch nicht zwangsweise zur Implementierung.
Decision-Phase
In dieser Phase entscheidet sich eine Person über die Ablehnung oder Annahme der Innovation. Ein Weg, die Unsicherheit über den Erfolg der Innovation zu beseitigen, ist sie zu testen. Testen erhöht die Verbreitungswahrscheinlichkeit und in vielen Fällen reicht es, wenn ein Meinungsmacher der betroffenen sozialen Gruppe dies ausführt. Eine Demonstration der Innovation hat ebenfalls eine bestärkende Auswirkung auf eine Annahme der Innovation.
Auch an diesem Punkt kann die Person wiederum entscheiden, eine Innovation nicht zu nutzen. Dabei gibt es zwei Arten der Ablehnung:
- Aktive Ablehnung: Die Person entscheidet sich ganz bewusst gegen eine Innovation
- Passive Ablehnung, auch Nicht-Adoption: Die Person hat nicht wirklich in Betracht gezogen, die Innovation einzuführen.

Implementation-Phase
Die Implementierung beginnt, wenn die betroffene Person eine aktive Rolle einnimmt und die Innovation anwendet. Meist folgt diese unmittelbar auf die Entscheidungsphase, außer die Innovation ist z. B. kurzfristig nicht erhältlich. In vielen Fällen wird eine Innovation nicht exakt übernommen, sondern nach individuellen Bedürfnissen partiell modifiziert (Re-Invention).
Obwohl die Entscheidung einer Adaption getroffen wurde, bestehen auch in dieser Phase noch Unsicherheiten. Diese sind umso größer, je mehr Personen im Entscheidungsprozess involviert sind und die Innovation in das bestehende System integrieren müssen. Fragen treten vor allem hinsichtlich des problemlosen Funktionieren auf. „Change Agents“ nehmen hierbei eine unterstützende Rolle in Form von technischer Assistenz ein. Die Implementierungsphase kann durchaus einen größeren Zeitraum in Anspruch nehmen. Sie endet, wenn die Innovation zum integrativen Bestandteil des Systems geworden ist und damit ihren „Innovations-Charakter“ verliert.
Confirmation-Phase
Empirische Studien zeigen, dass die Entscheidung für oder gegen eine Innovation oft revidiert wird. Eine beachtliche Anzahl von Personen sucht auch nach der Entscheidung für eine Innovation weitere Informationen, um die eigene Entscheidung zu bestätigen. In etwa die gleiche Anzahl Personen wie die der Early Adopters revidiert den eigenen Entscheid und hört auf, die Innovation zu nutzen.
Personen und Organisationen versuchen dauernd kognitive Dissonanzen durch neues Wissen, durch die eigene Haltung oder durch Aktionen zu reduzieren.
- Wenn eine Person merkt, dass sie einen Bedarf hat und aktiv nach einer Lösung sucht. Dies geschieht in der Knowledge-Phase.
- Wenn eine Person von einer Innovation erfährt und eine positive Haltung einnimmt, aber die Innovation noch nicht einsetzt (KAP-gap). Dieser Zustand tritt in der Decision- und Implementation-Phase ein.
- Nachdem die Person die Innovation implementiert hat und sie durch externe Informationen davon überzeugt wird, dass die Entscheidung falsch war. Dieser Vorgang kann auch umgekehrt verlaufen, die Person hat sich gegen eine Innovation entschieden und besinnt sich nachträglich.

Im Regelfall ist es für die Person schwierig, eine gefällte Entscheidung rückgängig zu machen. Oft wird die Suche nach neuen Informationen auch sehr selektiv, im Sinne der eigenen Entscheidung, ausfallen.
Unterbricht die Organisation oder die Person die Nutzung einer Innovation, geschieht dies meist aus zwei Gründen:
- Ersatz durch eine neue Innovation
- Enttäuschung.

Enttäuschung entsteht unter anderem durch
- Nichteinhalten der erwarteten Leistung
- falschen Einsatz.

Der falsche Einsatz einer Innovation wird besonders bei Later adopters beobachtet. Die Forschung zeigt, dass die „Abbrecher“ oft eine formal tiefere Bildung aufweisen, einen tieferen sozialen Status einnehmen und weniger Kontakt mit den „Change Agents“ hatten. Dies entspricht dem Gegenteil von Innovatoren.
Der Schluss liegt nahe, dass Innovationen mit einem niedrigen relativen Vorteil eine langsame Verbreitungs-, dafür eine hohe Abbruchrate aufweisen. Im Gegensatz dazu verbreiten sich Innovationen mit einem hohen relativen Vorteil schnell und zeigen auch niedrige Abbruchraten.